# Спас-Шелутино
Спас-Шелу́тино — село в Палехском районе Ивановской области. Входит в Пеньковском сельском поселении.

## География
Село расположено в 25 км к востоку от Палеха, на берегу реки Лух.

## Население
| 1859 | 1905 |
| ---- | ---- |
| 112  | 146  |

| 1859 | 1905 | 2010 |
| ---- | ---- | ---- |
| 112  | ↗146 | ↘0   |

## Инфраструктура
Сохранилось почти два десятка домов, которые составляют целую улицу, однако все строения брошенные. Вокруг храма находится действующее кладбище, а также захоронение последнего протоирея.

## Русская православная церковь
Имеется плохо сохранившийся недействующий каменный храм Живоначальной Троицы XVIII века (построен в 1797 году). Росписи были выполнены палехскими иконописцами. Церковь закрыта властями в 1961 году. На месте каменного храма ранее стояла деревянная церковь, по-видимому сгоревшая, о чем говорит мощный слой углей и обожжённой земли в провале пола. Отдельные мраморные плиты из храма были использованы в фундаменте домов деревни.
До революции приход храма состоял из села Спас-Шелутино, хутора Давыдовского и деревень Рыбино, Барская, Юркино, Бражново, Шихари, Пеньки, Ратово, Добрячиха, Петрово, Окульцево, Привалье, Починок, Константинцево, Соймицы, Городилово, Ульяниха. Общее население по клировым ведомостям насчитывало 1063 души мужского пола и 1202 души женского пола (1898 год). С 1889 года в Спас-Шелутине действовала церковно-приходская школа.